# Рошиоры
Рошиоры (рум. roșiori — красноватые) — элитные кавалерийские части румынской армии, существовавшие в конце XIX — начале XX века.

## Образование
В вооружённых силах Королевства Румынии было два исторических типа кавалерийских частей. Одним из них были калараши — территориальные войска, набиравшиеся среди крупных и средних землевладельцев, которые себя сами обеспечивали (в одном из источников говорилось, что они созданы наподобие русских казачьих частей). Другим типом были рошиоры — регулярная лёгкая кавалерия наподобие гусар, игравшие роль линейной кавалерии и созданные по образцу кавалерийских частей Германской империи. И те, и другие появились в 1868 году во время периода модернизации армии Соединённых княжеств Молдавии и Валахии.
К 1908 году регулярные кавалерийские части румынской армии было решено разделить на гусарские и уланские: регулярные рошиоры стали считаться уланскими частями, и на их основе было сформировано 6 из 17 кавалерийских полков румынской армии. Полк рошиоров включал в свой состав до 5 эскадронов (4 эскадрона регулярных войск, один иррегулярный), численность каждого составляла 174 человека.

## Униформа
Униформа рошиоров представляла собой доломан алого или красного цвета, белые гусарские чакчиры и белые портупеи. В некоторых источниках рошиоров называли «красными гусарами»; долгое время красный доломан оставался основным элементом униформы рошиоров. В зависимости от полка цвет отделки его униформы отличался:
- 1-й полк — жёлтый
- 2-й полк — белый
- 3-й полк — зелёный
- 4-й полк — голубой
- 5-й полк — светло-зелёный
- 6-й полк — синий
- 7-й полк — коричневый
- 8-й полк — фиолетовый
- 9-й полк — розовый
- 10-й полк — серый
- 11-й полк — кирпично-красный

В 1912 году была введена единая полевая форма для солдат вооружённых сил Румынии. Она была серо-зелёного цвета с нашивками и отделкой цвета, соответствовавшего конкретному полку. Номер полка наносился на головной убор и эполеты. У рошиорей были тёмно-серые брюки (с 1916 года также присутствовал вариант униформы с серо-зелёными брюками) и чёрные кожаные сапоги со шпорами (во время войны солдаты носили также сапоги до колена или лосины такого же размера).

## Служба
В годы Первой мировой войны полки рошиорей участвовали в боях на стороне Антанты против стран Тройственного союза: Австро-Венгрии, Болгарии и Германской империи. В ходе войны были мобилизованы и полки рошиорей, воевавших в пешем строю.
На момент начала Второй мировой войны в румынской армии было 12 полков рошиорей, 13 полков каларашей и гвардейский кавалерийский полк. 12 полков рошиорей (с 1-го по 12-й) и 6 полков каларашей были объединены в 6 кавалерийских бригад (1-я и с 5-й по 9-ю). На Восточном фронте против советских войск воевали 12 рошиорских полков, пронумерованные с 1-го по 3-й и с 5-го по 13-й.
К 1941 году разница в румынской армии между рошиорами и каларашами стёрлась: все они стали моторизованными частями, а имена остались данью традициям XIX века. Полк рошиорей или каларашей включал:
- штабной эскадрон
- взвод связи
- инженерный взвод (в т.ч. огнемётчики)
- 4 конных эскадрона
  - по 178 солдат и офицеров в 4 взводах
  - 13 ручных пулемётов
- тяжёлый эскадрон
  - 16 миномётов калибра 60 мм
  - 12 станковых пулемётов
  - 4 пушки калибра 75 мм

## Части рошиорей в мировых войнах

### Первая мировая война
Бригады
- 1-я бригада рошиорей[рум.]
- 2-я бригада рошиорей[рум.]
- 3-я бригада рошиорей[рум.]
- 4-я бригада рошиорей[рум.]
- 5-я бригада рошиорей[рум.]
- 6-я бригада рошиорей[рум.]

Полки
- 1-й полк рошиорей[рум.]
- 2-й полк рошиорей[рум.] — участвовал в битве при Прунару и был там почти полностью уничтожен[7]
- 3-й полк рошиорей[рум.]
- 4-й полк рошиорей[рум.] — личный полк Румынской королевской семьи, входил в состав 2-й бригады рошиорей; покровитель — Мария Эдинбургская[7]
- 5-й полк рошиорей[рум.]
- 6-й полк рошиорей[рум.] — преобразован в 6-й моторизованный полк во Второй мировой войне.
- 7-й полк рошиорей[рум.] — солдаты полка обвинялись в преступлениях Холокоста против еврейского населения Молдавии и Украины. После войны начались расследования преступлений, которые затем прекратились после вмешательства коммунистических властей[10].
- 8-й полк рошиорей[рум.]
- 9-й полк рошиорей[рум.] — входил в состав 2-й бригады рошиорей[7]
- 10-й полк рошиорей[рум.]
- 11-й полк рошиорей[рум.]

### Вторая мировая война
1-я кавалерийская бригада (с марта 1942 года — дивизия)
- 1-й полк рошиорей (конный с 1943 года)
  - 2 батальона (в каждом по 2 кавалерийских эскадрона)
  - кавалерийский сигнальный взвод
  - саперный взвод
  - рота тяжелого вооружения
- 2-й полк рошиорей (конный с 1943 года)
  - 2 батальона (в каждом по 2 кавалерийских эскадрона)
  - кавалерийский сигнальный взвод
  - саперный взвод
  - рота тяжелого вооружения
- 5-й полк рошиорей (с 1944 года)

5-я кавалерийская бригада (с марта 1942 года — дивизия)
- 6-й полк рошиорей (моторизованный)
- 7-й полк рошиорей (конный)
- 8-й полк рошиорей (конный)

6-я кавалерийская бригада (с марта 1942 года — дивизия)
- 10-й полк рошиорей (моторизованный)
  - 2 моторизованных пехотных батальона
  - моторизованный сигнальный батальон
  - мотоциклетный взвод
  - зенитная батарея
  - моторизованная пулеметная рота
  - легкая моторизованная колонна снабжения
- 5-й полк рошиорей
  - 2 батальона (в каждом по 2 кавалерийских эскадрона)
  - кавалерийский саперный взвод
  - кавалерийский сигнальный взвод
  - легкая колонна снабжения
- 9-й полк рошиорей
  - 2 батальона (в каждом по 2 кавалерийских эскадрона)
  - кавалерийский саперный взвод
  - кавалерийский сигнальный взвод
  - легкая колонна снабжения

7-я кавалерийская бригада (с марта 1942 года — дивизия)
- 12-й полк рошиорей
  - 2 батальона (в каждом по 2 кавалерийских эскадрона)
  - кавалерийский сигнальный взвод
  - рота тяжелого вооружения
- 11-й полк рошиорей
  - батальон (2 кавалерийских эскадрона, моторизованный сигнальный взвод)
  - моторизованный батальон (2 моторизованных эскадрона, тяжелый моторизованный эскадрон)
  - моторизованное отделение военной полиции
  - моторизованный саперный взвод
  - моторизованный сигнальный взвод

8-я кавалерийская бригада (с марта 1942 года — дивизия)
- 11-й полк рошиорей (моторизованный)
- 12-й полк рошиорей (конный)

9-я кавалерийская бригада (с марта 1942 года — дивизия)
- 3-й полк рошиорей
  - 2 батальона (в каждом по 2 кавалерийских эскадрона)
  - кавалерийский сигнальный взвод
  - саперный взвод
  - рота тяжелого вооружения
- 13-й полк рошиорей
  - батальон (2 кавалерийских эскадрона, моторизованный сигнальный взвод)
  - моторизованный батальон (2 моторизованных эскадрона, противотанковый взвод, минометный взвод, моторизованный сигнальный взвод)